# Tors (Puèi Domat)
Tours-sur-Meymont és un municipi francès situat al departament del Puèi Domat i a la regió d'Alvèrnia-Roine-Alps. L'any 2007 tenia 505 habitants.

## Demografia

### Població
El 2007 la població de fet de Tours-sur-Meymont era de 505 persones. Hi havia 247 famílies de les quals 88 eren unipersonals (40 homes vivint sols i 48 dones vivint soles), 87 parelles sense fills, 52 parelles amb fills i 20 famílies monoparentals amb fills.
La població ha evolucionat segons el següent gràfic:
Habitants censats

### Habitatges
El 2007 hi havia 425 habitatges, 249 eren l'habitatge principal de la família, 103 eren segones residències i 74 estaven desocupats. 413 eren cases i 9 eren apartaments. Dels 249 habitatges principals, 204 estaven ocupats pels seus propietaris, 33 estaven llogats i ocupats pels llogaters i 12 estaven cedits a títol gratuït; 3 tenien una cambra, 16 en tenien dues, 42 en tenien tres, 70 en tenien quatre i 118 en tenien cinc o més. 189 habitatges disposaven pel capbaix d'una plaça de pàrquing. A 112 habitatges hi havia un automòbil i a 90 n'hi havia dos o més.

### Piràmide de població
La piràmide de població per edats i sexe el 2009 era:
| Homes | Edats   | Dones |
| ----- | ------- | ----- |
| 0     | 95 o +  | 0     |
| 0     | 90 a 94 | 0     |
| 0     | 85 a 89 | 12    |
| 4     | 80 a 84 | 0     |
| 12    | 75 a 79 | 12    |
| 24    | 70 a 74 | 28    |
| 16    | 65 a 69 | 24    |
| 16    | 60 a 64 | 28    |
| 20    | 55 a 59 | 12    |
| 16    | 50 a 54 | 32    |
| 36    | 45 a 49 | 24    |
| 16    | 40 a 44 | 20    |
| 16    | 35 a 39 | 20    |
| 0     | 30 a 34 | 4     |
| 24    | 25 a 29 | 16    |
| 4     | 20 a 24 | 4     |
| 8     | 15 a 19 | 0     |
| 16    | 10 a 14 | 24    |
| 12    | 5 a 9   | 8     |
| 4     | 0 a 4   | 8     |

## Economia
El 2007 la població en edat de treballar era de 317 persones, 221 eren actives i 96 eren inactives. De les 221 persones actives 198 estaven ocupades (112 homes i 86 dones) i 23 estaven aturades (13 homes i 10 dones). De les 96 persones inactives 41 estaven jubilades, 15 estaven estudiant i 40 estaven classificades com a «altres inactius».

### Ingressos
El 2009 a Tours-sur-Meymont hi havia 251 unitats fiscals que integraven 527,5 persones, la mediana anual d'ingressos fiscals per persona era de 15.108 €.

### Activitats econòmiques
Dels 15 establiments que hi havia el 2007, 2 eren d'empreses alimentàries, 1 d'una empresa de fabricació d'altres productes industrials, 4 d'empreses de construcció, 3 d'empreses de comerç i reparació d'automòbils, 1 d'una empresa de transport, 2 d'empreses d'hostatgeria i restauració, 1 d'una empresa financera i 1 d'una entitat de l'administració pública.
Dels 4 establiments de servei als particulars que hi havia el 2009, 1 era un paleta, 1 guixaire pintor, 1 fusteria i 1 lampisteria.
L'únic establiment comercial que hi havia el 2009 era una fleca.
L'any 2000 a Tours-sur-Meymont hi havia 36 explotacions agrícoles que ocupaven un total de 1.140 hectàrees.

## Equipaments sanitaris i escolars
El 2009 hi havia una escola elemental.

## Poblacions més properes
El següent diagrama mostra les poblacions més properes.